# Vestel Karayel
A Vestel Karayel a török Vestel vállalat által kifejlesztett megfigyelő, felderítő és harci pilóta nélküli repülőgép (UAV/UAS). A drónt jelenleg a török fegyveres erők és a szaúd-arábiai fegyveres erők használják.  
A Magyar Honvédség is érdeklődik a típus iránt: 2021-ben a Karayel-SU egy példányát pápai katonai repülőtéren látták tesztrepülésközben.

## Kialakítása és jellemzői
A Karayelt a NATO „Légialkalmassági” szabványának megfelelően tervezték és gyártották (STANAG 4671). A Karayel rendszer új, hármas redundáns elosztott repüléselektronikai architektúrával rendelkezik, amely segíti a drón túlélőképességét, csökkenti a lezuhanás kockázatát. Ezzel a rendszerrel az eddig csak a pilóta vezette repülőgépek rendelkeztek. A kompozit szerkezetében található alumínium hálózati rácsnak köszönhetően a légijármű  villámcsapás elleni védelemmel is rendelkezi. A jégtelenítő rendszer automatikusan észleli a jegesedés körülményeit, lehetővé téve az alkalmazását hideg éghajlaton is. A Karayel, amely egy légi felderítő és megfigyelő platform, lézeres célmegjelölést és precíziós csapásmérést is képes végrehajtani az éjjel-nappal egyaránt használható elektro-optikai rendszerének köszönhetően.

## Műszaki adatok
- Személyzet: nincs a fedélzeten
- Hosszúság: 6,5 m
- Szárnyfesztávolság: 10,5 m
- Maximális felszálló súly: 550 kg
- Hajtómű: 1 db ismeretlen típusú dugattyús motor, amelynek teljesítménye:  72 kW (97 LE)
- Légcsavar: kéttollú, átmérője: 1,45 m

- Maximális sebesség: 150 km/h
- Maximális repülési idő: 20 óra
- Maximális repülési magasság: 6900 m

## Karayel-SU TUAV
A Karayel-SU (SU; a "meghosszabbított felfegyverzett szárny" rövidítése törökül) hosszabb szárnyfesztávolsággal, valamint szárnyvégfülekkel (Winglet) rendelkezik a szárnyvégeken és szárnyanként két felfüggesztési ponttal rendelkezik. Mindegyik felfüggesztési pont 30 kg hasznos terhet hordozhat, vagyis a Karayel-SU teljes hasznos teherbírása a szárnyai alatt 120 kg. A szárnyak felfüggesztési pontjai a bombákon, rakétákon kívül más hasznos teherrel is felszerelhetők. A Karayel-SU a fegyverzetén kívül egy 50 kg-os EO/IR optikai felderítő rendszer is hordozhat a törzs rakterében 

### Műszaki előírás
- Motorteljesítmény 1 × 97 LE (tengerszinten)
- Maximális felszállási tömeg : 630 kg
- Szárnyfesztávolság : 13 m
- Teljes hossz : 6,5 m
- Magasság : 2,11 m
- Szárny hasznos terhelése : 120 kg
- Belső hasznos rakomány : 50 kg
- Repülési sebesség : 60-80 csomó (kb. 111-148 km/h)
- Emelkedési sebesség : 800 m/perc
- Működési magasság 5480 m
- Adatkapcsolati távolság: >150 km
- Leszállási úthossz : <750 m
- Levegőben tölthető idő : 20 óra lőszer nélkül, 12 óra 60 kg terhelés és 8 óra 120 kg-mal terhelve
- Navigáció : Teljesen autonóm vagy kézi, nappali kamera (színes) és IR éjszakai kamera
- Hasznos terhelés : lézeres távolságmérő, lézeres céljelölő
- Más funkciók : Háromszoros redundáns avionikai architektúra, teljesen autonóm fel-/repülés/leszállás, kompozit főszerkezet. [6]

### Egyéb változatok
CTech SATCOM On-The-Move terminálok pilóta nélküli légi járművekhez
- DEV-KU-18 SATCOM On The Move terminálra szerelt Vestel Karayel [7]
- DEV-KA-12 SATCOM On The Move terminálra szerelt Vestel Karayel [8]

### Fegyverzet
- L-UMTAS (nagy hatótávolságú páncéltörő rakéta ) [9]
- MAM : 8 km-es hatótávolságú, 6,5 kg tömegű MAM-C és 15 km-es hatótávolságú, 22 kg tömegű MAM-L precíziós irányítású bombák [10] [11] [12]
- Roketsan Cirit (70 mm-es rakétarendszer) [13]
- TUBITAK-SAGE Bozok lézervezérelt rakéták [14]
- TUBITAK-SAGE TOGAN [15] - Levegőből indított módosított 81 mm-es aknavetős lőszer [16] [17] [18]

- MAM-C lézervezérlésű bomba
- MAM-L a Karayel nagyobbik bombája

## Üzemeltetők
- Szaúd-Arábia - 6 Karayel UAV van használatban, további 40 UAV beszerzése várható 2021 ás 2026 között[19][20][1]
- Törökország- 10 Karayel-SU-TUAV-SOTM.[21][22]

## Működési előzmények
- 2019. december 31-én, a szaúdi vezetésű jemeni beavatkozás során a húti harcosok bejelentették, hogy erőik szaúdi drónokat lőttek le, egyet Szaada Razih kerületében, egy másikat pedig a Vörös-tengeri kikötővárosban, Hudajda-ban. [23] Később a hútik felvételeket tettek közzé egy Vestel Karayel drón maradványainak lezuhanásáról és a roncsainak tengerből történő kiemeléséről. [24] [25]
- 2021. január 6-án, a szaúdi vezetésű jemeni beavatkozás során a húti erők lelőttek egy Vestel Karayel drónt al-Mahashimahban, Al-Jawf tartományban. [26] [27]
- 2021. március 7-én a húti légvédelem lelőtt egy másik Vestel Karayel drónt al-Maraziqban, Al-Jawf tartományban. [28] [29] Később felvételeket publikáltak a drón roncsairól. [30]

## Lásd még
- Pilóta nélküli légi járművek listája #Törökország
- Bayraktar TB2
- TAI Anka